# 真心話 (甄楚倩專輯)
《真心話》是香港歌手甄楚倩的第十張大碟，首張國語專輯，在1992年推出，這專輯也是她在台灣波麗佳音第一張專輯。大碟除了她自己創作曲詞的《刻骨的愛》外，其他歌曲全部任用台灣音樂人製作，而第一主打為《打不開的門 等不到的人》，《真心話》成績不俗，令甄楚倩半年之後推出第二張國語大碟《愛 偷偷想你》 。

## 曲目
| 曲序 | 曲名                  | 曲     | 詞     | 編曲   | 附註                   |
| 01   | 打不開的門 等不到的人 | 薛忠銘 | 謝明訓 | 薛忠銘 | 第一主打               |
| 02   | 刻骨的愛              | 甄楚倩 | 甄楚倩 | 孫崇偉 | 粵語版本為《刻骨的愛》 |
| 03   | 今晚撒點野好嗎        | 李伯傑 | 黃一雄 | 李伯傑 | 第二主打               |
| 04   | 你的吻是一個句點嗎    | 凌雲   | 黃一雄 | 孫崇偉 |                        |
| 05   | 背叛                  | 陳小霞 | 楊立德 | 孫崇偉 |                        |
| 06   | 有時真心話讓人害怕    | 黃卓穎 | 姚若龍 | 孫崇偉 |                        |
| 07   | 當愛穿過時光隧道      | 孫崇偉 | 許常德 | 孫崇偉 |                        |
| 08   | 雖然我想哭            | 陳小霞 | 許常德 | 李伯傑 |                        |
| 09   | 我是你的人魚公主      | 吳旭文 | 許常德 | 孫崇偉 |                        |
| 10   | 我總是不懂拒絕        | 易家揚 | 許常德 | 李伯傑 |                        |

## 唱片版本
- 紙盒CD版
- 平裝CD版
- 錄音帶版